# کمال‌آباد پائین
کمال‌آباد پائین (فراهان)، روستایی از توابع بخش مرکزی شهرستان فراهان در استان مرکزی ایران است.
نام آخرین کدخدای این روستا امیر کمال ابادی بوده است.

## جمعیت
این روستا در دهستان فرمهین قرار دارد و براساس سرشماری مرکز آمار ایران در سال ۱۳۹۰، جمعیت آن ۲۴۰ نفر (۷۷خانوار) بوده‌است.